# Can’t Let Go
Can’t Let Go ist ein Lied der US-amerikanischen Sängerin Mariah Carey. Sie schrieb und produzierte es gemeinsam mit Walter Afanasieff. Das Stück wurde am 23. Oktober 1991 als zweite Single aus ihrem Album Emotions veröffentlicht. Die Single erreichte nach einiger Zeit Platz 2 der Billboard Hot 100.
Musikalisch enthält das Lied Einflüsse aus R&B-Pop und New Age. Die Protagonistin dieser Synthesizer-Ballade bejammert ihren Ex-Liebhaber, der umgezogen ist, obwohl sie es nicht zulassen wollte.
Carey sang Can’t Let Go in der The Arsenio Hall Show im September 1991 und bei Saturday Night Live im November 1991.
Wie Careys vorherige Single-Auskopplungen, gewann Can’t Let Go 1993 in den Vereinigten Staaten wieder einen BMI Pop Award.

## Musikvideo
Die Regie zum Musikvideo führte Jim Sonzero. Carey trägt darin das Lied in einem Abendkleid vor. Das Musikvideo wurde in Schwarz-Weiß gedreht. Jeweils am Anfang und am Ende des Musikvideos wird eine Rose gezeigt, die sich zu Beginn öffnet und zum Ende hin schließt.

## Urheberrechtsverletzung
Im Jahre 1992 verklagten die Songwriter, Sharon Taber und Ron Gonzalez, Carey und Afanasieff. Sie behaupteten, Can’t Let Go wäre ihrem (unbekannten) Lied Right Before My Eyes sehr ähnlich. Die Kläger verlangten, Bänder der Studioaufnahmen zu erhalten, um zu sehen, ob die Gespräche zwischen Carey und Afanasieff ihre Schuld beweisen würden. Später wurde die Klage zurückgezogen.

## Charts

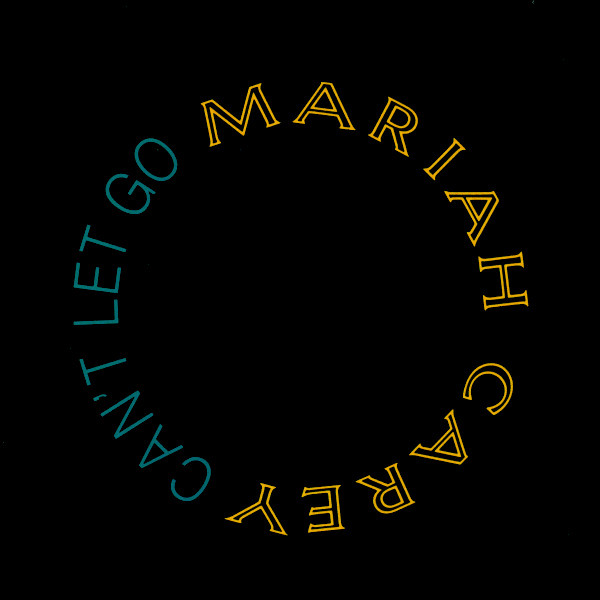
Amerikanische CD Werbematerial

Careys erste fünf Singles in den Vereinigten Staaten wurden alle Nummer-eins-Hits in den Billboard Hot 100. Can’t Let Go beendete die Serie und erreichte nur Platz 2; es wurde von All 4 Love von der Gruppe Color Me Badd von der Spitze ferngehalten. Die Single war sieben Wochen in den Top 40. Can’t Let Go erreichte in den Billboard Jahrescharts von 1992 Platz 23. Can’t Let Go erreichte im Vereinigten Königreich Platz 20 und in Kanada die Top 10.
| ChartsChartplatzierungen       | Höchstplatzierung | Wochen |
| ------------------------------ | ----------------- | ------ |
| Vereinigtes Königreich (OCC)   | 20 (7 Wo.)        | 7      |
| Vereinigte Staaten (Billboard) | 2 (20 Wo.)        | 20     |

| ChartsJahrescharts (1992)      | Platzierung |
| ------------------------------ | ----------- |
| Vereinigte Staaten (Billboard) | 23          |